# 毛利良一
毛利 良一 (もうり りょういち、英: Ryoichi Mouri、1949年10月31日 -  ) は、兵庫県神戸市長田区出身の元オートバイ・ロードレーサー。1977年の全日本ロードレース選手権750ccチャンピオン。身長170cm。

## 経歴
10代のころから神戸・六甲の山道を走り、片山義美の「神戸木の実レーシング」に所属。片山敬済、江崎正はこの頃からの仲間である。1968年、18歳の時に10時間耐久レースで実戦デビューしリタイヤ、この悔しさが大きく、技術向上のトレーニングのため六甲の道を真剣に走り努力を積む。この効果は後にサーキットで威力を発揮したと回顧している。
全日本ロードレース選手権では、1972年のジュニア250ccクラスでチャンピオンを獲得。同年の取材では片山義美を尊敬する選手として挙げ、「一流のレーサーであり、人格もできている恩師です。」と語る。翌1973年のエキスパートジュニア125ccにヤマハ・TA125で参戦し、6戦中5勝と圧勝でチャンピオンを獲得。同年は750ccクラスにも参戦し、最終戦日本GPで優勝したチームメイト片山敬済と共に3位表彰台に立った。以後125ccクラスと350ccクラスに参戦するが、1976年は350ccクラス一本に絞り参戦。ヤマハの主力ライダーとして750ccのビッグマシンまで乗りこなすオールラウンド選手として活躍する。
自身のライディングについて「一つのコーナーを徹底的に走り、攻め込むことでタイムが上がってくる。350クラスは参戦者数も多くタイム差も少ないので面白いですね。自分はトップグループで競り合っているときでも、余裕を残していたいと心がけています。」とレーススタイルを述べている。

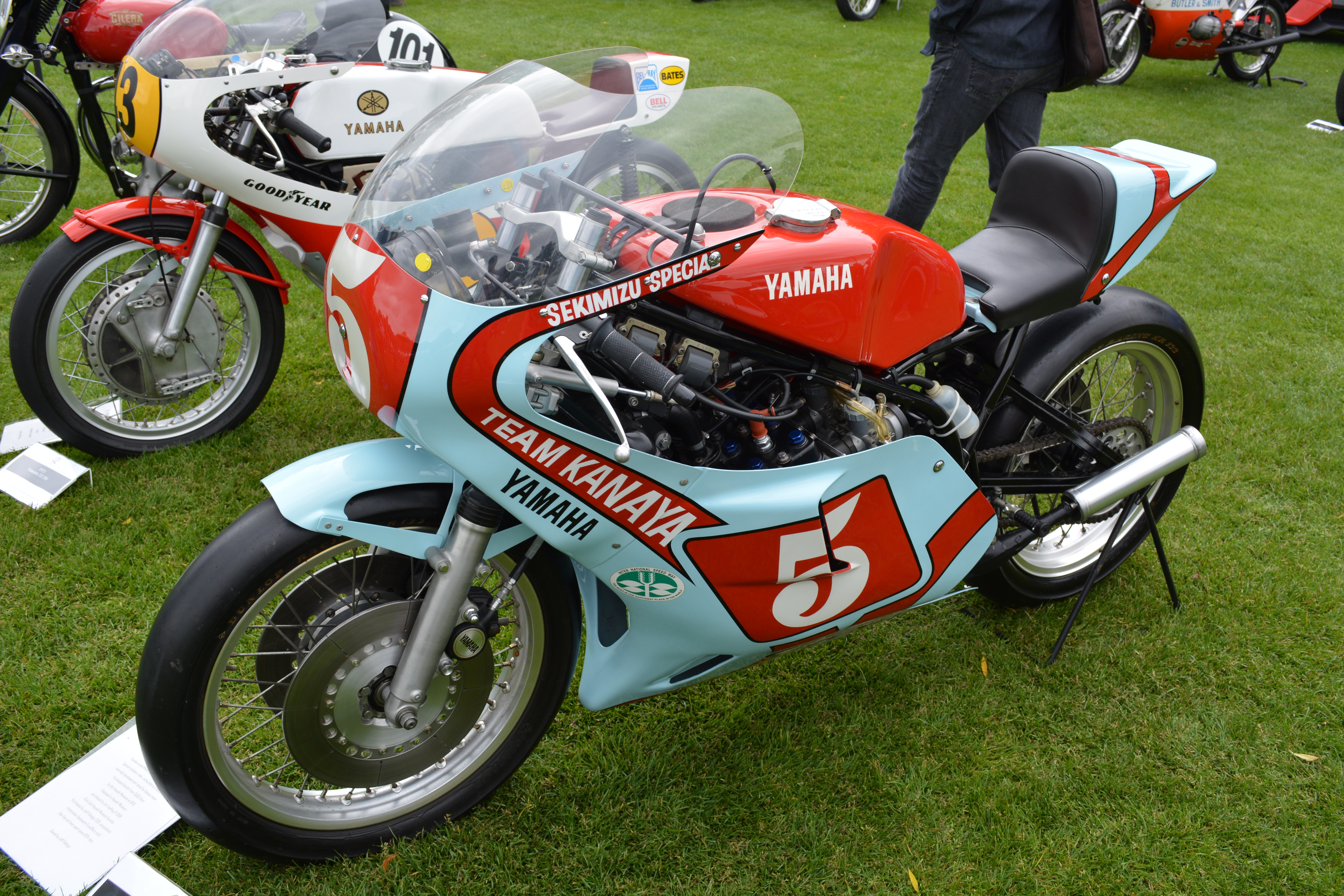
ヤマハ・TZ750（チームカナヤ時代）

250ccクラスではカワサキ・KR250で参戦する和田正宏、阿部孝夫を破り総合優勝。1977年開幕の鈴鹿BIG2&4での逆転優勝、5月に菅生で開催された第1回TBC杯ビッグロードレースでは金谷秀夫に次ぐ総合2位を獲得するなど、そのしぶといレースぶりを記者に問われると、「僕はノービス時代の初めから速かったわけではなくて、遅い人の気持ち、苦労もよくわかる。とにかく走りながら常によく考えているという事が重要だと思います。タイヤの滑り始めはどこなのか、アクセルの開け始めるタイミングも走りながら常に考えながら走る。レース終盤になってくるとどこで一発勝負をかけようかなと、常に考えっぱなしです。（逆転勝利した）2&4の時も最後にはここで行けるという計算はありました。」と感覚に頼らない頭脳的なレース運びの必要性を語っている。
1976年より、金谷率いるチーム・カナヤに移籍後もヤマハ陣営の主力ライダーとして750cc、500cc、350cc、125ccと多くのクラスに参戦。1977年にはセニア（後の国際A級）750ccクラスのチャンピオンを獲得。1983年まで全日本にフル参戦した。
引退後は一般オートバイユーザーが参加するサーキット走行会の講師なども多く勤めたほか、兵庫県芦屋でフランス料理レストランを経営した。

## レース戦歴

### 全日本ロードレース選手権
| 年     | チーム               | マシン        | 区分        | クラス | 1          | 2     | 3       | 4     | 5          | 6     | 7       | 8     | 9     | 10  | 順位 | ポイント |
| ------ | -------------------- | ------------- | ----------- | ------ | ---------- | ----- | ------- | ----- | ---------- | ----- | ------- | ----- | ----- | --- | ---- | -------- |
| 1973年 | 神戸木の実レーシング | ヤマハ        | Expジュニア | 750cc  | SUZ        |       |         |       |            | SUZ 2 |         |       |       |     | 6位  | 15       |
| 1980年 | チーム・カナヤ       | ヤマハ・TZ    | 国際A級     | 750cc  | TSU 不成立 | SUZ 1 | SUG 2   | SUZ 4 | TSU 不成立 | SUZ 1 | TSU     | SUG   | TSU   | SUZ | 3位  | 50       |
| 1981年 | チーム・カナヤ       | ヤマハ・TZ500 | 国際A級     | 500cc  |            | SUZ   |         | SUZ 2 | SUG 4      | SUZ   |         | SUG   | SUZ 1 |     | 4位  | 38       |
| 1982年 | チーム・カナヤ       | ヤマハ・TZ500 | 国際A級     | 500cc  | SUZ        | TSU   | SUZ     | SUG   | SUZ        | TSU   | TSU     | SUG 2 | SUZ C |     | 11位 | 12       |
| 1982年 | チーム・カナヤ       | ヤマハ・TZ250 | 国際A級     | 250cc  | SUZ        | TSU   | SUZ     | SUG   | SUZ        | TSU   | TSU     | SUG   | SUZ 1 |     | 12位 | 18       |
| 1983年 | チーム・カナヤ       | ヤマハ・TZ250 | 国際A級     | 250cc  | TSU        | SUZ 1 | TSU Ret | SUG 3 | SUZ 4      | TSU 1 | SUG Ret | SUZ 4 |       |     | 3位  | 44       |

- 太字はポールポジション、斜字はファステストラップ
- 1983年全日本第7戦ではポールスタートから1位チェッカーを受けたが、レース後に排気サイレンサーの脱落が確認されレギュレーション違反失格となった。